# Pimpinella adscendens
Pimpinella adscendens är en flockblommig växtart som beskrevs av Nicol Alexander Dalzell. Pimpinella adscendens ingår i släktet bockrötter, och familjen flockblommiga växter. Inga underarter finns listade i Catalogue of Life.